# Collinsgade
Collinsgade er en gade mellem Øster Søgade og Øster Farimagsgade i Indre By (København), hvis navn muligvis stammer fra embedsmanden Jonas Collin (1776–1861), der blandt andet var direktør for Det Kongelige Teater.
Før 1892 hed gaden Elbagade, opkaldt efter Villa Elba, der tidligere lå på stedet. Villaen tilhørte grosserer Ludvig Zinn, som også har givet navn til den nærliggende Zinnsgade.